# ファイナルファイト リベンジ
『ファイナルファイト リベンジ』 (FINAL FIGHT REVENGE) は、1999年7月に稼働開始した日本のカプコンによるアーケード用3D対戦型格闘ゲーム。ファイナルファイトシリーズはこれまでの作品ではベルトスクロールアクションゲームであったが、本作ではジャンルが変更された。
2000年に4メガ拡張RAM専用ソフトとしてセガサターンへ移植され、同機種において最後に発売された作品となった。

## ゲーム内容
本作のストーリーは『ファイナルファイト』と繋がっており、このとき壊滅させた悪の組織「マッドギア」の残党による内部抗争が勃発しジェシカが行方不明となったことからそれぞれの思惑により戦うこととなる。
本作は2Dの対戦型格闘ゲームにそのまま軸移動の要素を加えたような操作性になっており、操作ボタンは弱・強のパンチ・キック各2個に、スペシャルボタン（以下「Sボタン」）を加えた計5個を使用する。Sボタンはレバーと組み合わせることで、サイドステップ（軸移動）、フロントステップ、バックステップ、武器などのアイテムの拾得などに使用する。
武器アイテムは最大3個までストックでき、一部のキャラクターは最初から持っている場合もある（ロレントの棒、ソドムの刀など）。武器を持っている状態で強攻撃を行うと武器攻撃になるほか、弱のパンチとキックを同時押しすると別の武器に持ち替え、強のパンチとキックを同時押しすると持っている武器を投げることができる。武器はある程度ダメージを喰らうと自動的に落としてしまう。銃などの弾数制限のある武器は拾い直すと弾数が復活する。一部のキャラクターは得意な武器が存在し、その武器を装備しているときのみ使用可能な特殊技が存在する。武器には「近接攻撃系」と「飛び道具系」の2種類あり、近接攻撃系は相手に一定数攻撃を当てると消失し、飛び道具系は弾数がゼロになると使用不可となる。武器は合計20種類以上存在する。
攻撃を行うとスーパーゲージを最大3本まで溜めることができ、このゲージを消費して各キャラクター毎の超強力必殺技「スーパームーブ」を使用できる。各キャラクターが特定のスーパームーブでKOすると特殊な演出が入る。ベルトスクロールアクションから3D対戦型格闘へとゲームのジャンルが変更されているものの、拾ったアイテムで相手を攻撃できたり、体力を回復させるといった『ファイナルファイト』シリーズの特徴を踏襲している。

## キャラクター
使用可能キャラクターは主人公3人とマッドギアの7人を加えた計10人。ガイ、ソドム、ロレントの技は『ストリートファイターZERO』シリーズに準拠している。その他のキャラクターの技は本作オリジナル。日本版ではキャラクター毎のオリジナルのエンディング画面が追加されている。

### 主人公側
コーディー
本作の主人公。行方不明になったジェシカを探してメトロシティを駆け抜ける。『ファイナルファイト』と同様の設定で登場し、キャラクター性能も『ストリートファイターZERO3』（以下『ZERO3』）とは違う。『ZERO3』の設定では喧嘩のやりすぎで投獄となっているが、本作のエンディングでは冤罪で投獄される展開になっている。
ガイ
武神流忍者。戦国時代の様相を呈したメトロシティを摩天楼から見下ろし、「戦国の世こそ武神流にふさわしい」と殴り込みをかける。『ストリートファイター』シリーズとは違い、その名の通り手裏剣を飛ばす必殺技「手裏剣」や、スーパームーブ「スーパー忍（Shinobi）」を使用する。エンディングでは自らの体に寄生したゾンビベルガーのかけらを撃退するために、故郷での自己鍛錬を決意する。
ハガー
メトロシティの市長。愛娘のジェシカが行方不明になったことで再び戦士と化す。それと同時に、メトロシティで起こったという猟奇殺人事件の解決に乗り出す。必殺技の「スクリューパイルドライバー」は強力で、スーパームーブ「ギャンブルスラム」でのフィニッシュは大地を突き破り地球の裏側に出るという演出を伴う。

### マッドギア側
ポイズン
元マッドギア構成員。本作で初めて使用キャラクターになった。スーパームーブ「ポイズンキス」ではセクシーショットを披露するが、演出が2パターン存在する。エンディングではベルガーを倒した罪を恋人のコーディーに擦り付けるが、後に獄中のコーディーを訪ねた際、彼への想いと自分の愚かさに気付くことになる。
エルガド
二刀流ナイフを駆使するロレント傭兵部隊の暗殺スペシャリストにして、謎の拳法「双尾蠍拳」の使い手。『ストリートファイターZERO』シリーズではロレントの勝利ポーズに登場するのみだったが、本作では使用キャラクターとなる。ロレントの右腕としてメトロシティ制圧の任務を引き受けるが、内心では自分の家族と部隊を犠牲にしたロレントへの復讐を企んでいる。スーパームーブ「デススコーピオン」を決めると、相手の骨を次々と折る演出が挿入される。
アンドレ
地下プロレス界に長年君臨している大巨漢。マッドギア崩壊を機に、過去の因縁を断ち切り表世界への進出を目指す。ヒューゴーでもなくアンドレJr.でもなく、あくまでアンドレ・オリジナルとのこと。
ダムド
旧マッドギア幹部であり、街のチンピラたちを仕切るカリビアン。マッドギア総統の座を狙うが、他の旧マッドギア幹部からは所詮1ステージボスと見下されている。『ファイナルファイト』での仲間を呼び出す行動がスーパームーブ「エマージェンシーホイッスル」で再現されている。
ソドム
禅の心を求めてさすらう旧マッドギア幹部。マッドギア再興を目指し、失われたJingie（仁義）を取り戻すために憧れの地日本の地を踏むことを夢見ている。『ファイナルファイト』や『ZERO3』のX-ISMと同様に二刀流で戦う。
エディ.E
悪徳警官にして旧マッドギア幹部。マッドギアが解体されたことで後ろ盾を無くし、表世界のトップを目指す。『ファイナルファイト』で使っていた拳銃攻撃は本作では通常の必殺技として使用する。スーパームーブ「パトロールクラッシュ」は、パトカーに乗り込み相手を跳ね飛ばす技となっている。
ロレント
歴戦の傭兵隊長である旧マッドギア幹部。腹黒い政治家や起業家が支配する社会を改革するために軍事国家の建設を目指す。本作のエンディングは『ストリートファイターZERO2』と似た展開になる。

### ボスキャラクター
ベルガー
本作の最終ボス。『ファイナルファイト』でも最終ボスを務めたが、本作ではゾンビとなって登場する。CPU専用キャラクターで、アーケード版、家庭用版ともに使用不可。手足を伸ばした攻撃が可能で、毒液吐きや自爆を使用する。1コインクリアでのみ表示されるスタッフロールでは、ゾンビ姿のベルガーが一心不乱に踊りを披露する。ゲーム中では単に「ベルガー」と表記されるが、関連書籍では「ゾンビベルガー」とも呼ばれる。なお、ハガーが捜査に乗り出した猟奇殺人事件というのはベルガーが通行人をむさぼっていたというのが真相。

## 移植版
| No. | タイトル                    | 発売日        | 対応機種     | 開発元                   | 発売元   | メディア | 型式                                       | 備考                    |
| --- | --------------------------- | ------------- | ------------ | ------------------------ | -------- | -------- | ------------------------------------------ | ----------------------- |
| 1   | ファイナルファイト リベンジ | 2000年3月30日 | セガサターン | カプコンデジタルスタジオ | カプコン | CD-ROM   | T-1248G（拡張RAM同梱版） T-1249G（通常版） | 拡張RAM同梱版も同時発売 |

## 開発
開発は、アメリカ合衆国のカプコンUSAの研究開発部門の子会社カプコン・デジタル・スタジオ（2003年にカプコン・スタジオ8に改名）が行い、ゲーム・デザインは日本側のカプコンによる『エイリアンVSプレデター』（1994年）や『マーヴル・スーパーヒーローズ』（1995年）を手掛けた飯島哲也が担当し、日米カプコンによる共同で開発されている。
元カプコン・デジタル・スタジオの本作の開発陣だったジョナサン・キャスコによると、『ファイナルファイト リベンジ』での日本のカプコンとの開発に置いて、日米間の共同開発は中々簡単に進まず、ゲーム開発で苦労したという。日本から来た日本人ゲーム・デザイナーと協力したが彼らは英語が話せなかったので開発チームは通訳を介してコミュニケーションを取る必要があったという。それでも何とか『ファイナルファイト リベンジ』のゲームを完成させ、それがカプコンから発売された最後のセガサターンのゲームになったという。
また同じく元カプコン・デジタル・スタジオはウィリアム・アンダーソンによると、カプコン・デジタル・スタジオは当時、NINTENDO 64向けに『マキシモ』の開発計画に取り組んでいたが、日本のカプコンスタッフと一緒に本作の開発に取り組むこととなった。日本から来ていたプロデュサーの飯島哲也からゲーム開発はすぐ終わると聞かされていたが、彼はあまり急いでなかったようで、実際開発に時間が掛かったという。

### スタッフ
セガサターン版
- 3Dキャラクター：もりえいこ、ジョナサン・キャスコ、ケン・トニー、プリモ・A・ナビダッド
- 背景：シンディ・ウォーカー
- 2Dアート・グラフィック：レイモンド・ファング
- アート・リード：もりえいこ、ジョナサン・キャスコ
- アート・ディレクター：レイモンド・ファング
- プログラマー：はたのよし、デイヴ・ディクソン、ポール・テイラー、リチャード・マウラー、ジョン・シェン
- リード・プログラマー：はたのよし
- ゲーム・デザイナー：飯島哲也
- 音楽、効果音：ジム・ウォレス
- プロデューサー：飯島哲也、ジム・ウォレス、マーク・ロジャース
- ディレクター：岡本吉起、デヴィッド・シラー
- 声優：ジム・ウォレス、ラニ・ミネラ、ジョン・St・ジョン、ビル・コーケリー、リック・カルバート
- テスター：ラッセル・ヤング、ジーン・スプレイグ
- スペシャル・サンクス：あきまん、ビクター・フアン、ランス・ルー、リサ・ジョーンズ、まつもとみきこ、ジョン・キム、ダンテ・フュージェット、アイドリアン・ルドリー、ケン・マカル、ノア・ミラー、W・マーシャル・ロジャース、モンゴメリー・シングマン、ヘラルド・エンツォ・スプリッグ

## 評価
セガサターン版
ゲーム誌『ファミ通』の「クロスレビュー」による評価は、4・5・6・5の合計20点（満40点）。レビュアーからはグラフィックやゲーム性に関して否定的な意見が多く出され、酒井K太はグラフィックが「カクカクしたモデリングに安っぽいテクスチャー」であると表現し、「無残である」、「オリジナルのファンの嘆く顔が目に浮かぶ」と酷評、田原誠司はグラフィックに関して「故意に多面体っぽさを強調したとしか思えない」と指摘した他、音楽は「絵とのマッチングを微妙にずらした音楽」と表現し、「制作意図が見えない」として酷評、乱舞吉田はグラフィックに関して「ポリポリでカクカク」であると表現し、ゲーム性および演出面に関しては「格闘ゲームとしてのデキはプレイステーション初期のレベル」、「演出もコミカルというよりふざけ過ぎ」と酷評した。また、奥村キスコはアイテムやスーパーコンボを駆使できることを評価し「ひと昔まえを懐かしく思い出させてくる1本」と主張したが、キャラクターの動作やエフェクトがシンプルであるとして「刺激が少ない」と否定的に評価した。一方で、吉田は『ファイナルファイト』のパロディーとして捉えれば価値が上がると総括した。